# Black Hole Generator
Black Hole Generator er et norsk industrial black metal-band, dannet i 2006. Det består af Bjørnar Erevik Nilsen og Dreggen, som blandt andet har spillet i Taake under navnet "Dommedag". Bandet benytter sig af gæstemusikere når de spiller live.

## Medlemmer
- Bjørnar Erevik Nilsen – vokal, bas, programmering
- Dreggen – guitar

## Diskografi

### Ep'er
- 2006: Black Karma

## Eksterne links
- Black Hole Generator på Myspace
- Black Hole Generator på Encyclopaedia Metallum

| Musikgruppe | Spire Denne artikel om en norsk musikgruppe er en spire som bør udbygges. Du er velkommen til at hjælpe Wikipedia ved at udvide den. |